# Leqa Qellam
Leqa Qellam fou un regne de la regió de Leqa al sud d'Etiòpia que va emergir al segle xix. L'altre regne de la regió de Leqa era el de Leqa Naqamte. Leaq Qellam ocupava la banda occidental de la regió de Wallagga o Welega occidental., subdivisió de la regió d'Oròmia.
Vers el 1870 estava governat per un sobirà de nom Jote Talu, que en data incerta entre 1880 o 1889 fou sotmès per Menelik de Shoa.